# Jeff Jackson
Pour les articles homonymes, voir Jackson.
Jeffrey Neale Jackson dit Jeff Jackson, né le 12 septembre 1982 à Miami (Floride), est un homme politique américain. Avant d'entrer en politique, il est procureur et sert comme réserviste dans l'armée de terre américaine. Membre du Parti démocrate, il est élu au Sénat de Caroline du Nord en 2014 avant d'entrer à la Chambre des représentants des États-Unis en 2023.

## Biographie

### Jeunesse et débuts professionnels
Jeff Jackson grandit à Chapel Hill, élevé par un père médecin et une mère infirmière. Il étudie la philosophie à l'université Emory, où il obtient un bachelor et un master.
Après le 11 septembre, il s'engage dans l'armée de terre américaine. En 2005, il est déployé en Afghanistan dans le nord de Kandahar. Après l'Afghanistan, il reste engagé dans la garde nationale dont il devient major.
Grâce à la G.I. Bill, il étudie le droit à l'université de Caroline du Nord à Chapel Hill. Il en sort diplômé d'un juris doctor en 2009 et devient l'assistant du procureur de district du comté de Gaston de 2011 à 2014.

### Carrière politique
Jeff Jackson est engagé au sein du Parti démocrate du comté de Mecklenburg.
En avril 2014, Dan Clodfelter (en) démissionne du Sénat de Caroline du Nord lorsqu'il devient maire de Charlotte. Jeff Jackson est alors désigné par les officiels démocrates locaux pour devenir sénateur du 37e district, qui comprend le sud-est du comté. Il est réélu en novembre 2014, 2016, 2018 et 2020.
En janvier 2021, Jeff Jackson annonce sa candidature aux élections sénatoriales de 2022 pour remplacer le républicain Richard Burr, qui ne se représente pas. En moins de trois mois, il lève plus d'un million de dollars (dont 500 000 dollars dans les 48 heures suivant sa déclaration de candidature). Dans les mois qui suivent, il lève cependant moins de fonds que l'ancienne présidente de la Cour suprême de Caroline du Nord Cheri Beasley (en), qui le devance également dans les sondages. En décembre 2021, il annonce son retrait de la primaire démocrate et apporte son soutien à Cheri Beasley, qui devient la grande favorite de la primaire,,.
Jeff Jackson se présente finalement à la Chambre des représentants des États-Unis dans le 14e district de Caroline du Nord, nouvellement créé. La circonscription, qui comprend une partie de Charlotte et du comté de Gaston, est favorable aux démocrates. En novembre 2022, il est élu représentant avec environ 58 % des voix face au républicain Pat Harrigan. Au Congrès, il se fait notamment connaître pour son utilisation des réseaux sociaux. Avec 1,6 million d'abonnés, il devient l'élu du Congrès le plus suivi sur TikTok,.
En octobre 2023, après que le redécoupage électoral en Caroline du Nord rende son district majoritairement républicain, il annonce qu'il ne sera pas candidat à sa réélection en 2024 et briguera le poste de procureur général de l'État, le sortant démocrate Josh Stein étant lui-même candidat au poste de gouverneur. Il remporte la primaire démocrate du 5 mars 2024. Le 5 novembre 2024, il remporte l'élection générale contre son collègue républicain Dan Bishop.
Il démissionne du Congrès quelques jours avant la fin de son mandat pour pouvoir prendre ses fonctions de procureur général le 1er janvier 2025.